# 尤寧鎮區 (阿肯色州蘭道夫縣)
尤寧鎮區（英語：Union Township）是位於美國阿肯色州蘭道夫縣的一個行政鎮區。

## 地方資料
尤寧鎮區的面積為123.65平方千米，當中陸地面積為123.65平方千米，而水域面積為0.00平方千米。根據2010年美國人口普查的數據，當地共有人口111人，而人口密度為每平方千米0.9人。